# Wilhelm Rhein
Wilhelm Rhein (* 10. März 1887 in Radau; † 1964 in Düsseldorf) war ein deutscher Konteradmiral der Kriegsmarine.

## Leben
Wilhelm Rhein trat am 3. April 1907 in die Kaiserliche Marine ein. Später war er bis März 1915 als Wachoffizier auf der Kaiser Barbarossa. Anschließend war er bis September 1916 Kommandant von G 137, dem Führungsboot der 3. U-Boots-Halbflottille. Danach war er bis Kriegsende Kommandant von UB 16, UB 30 und UB 112. Am 17. September 1917 wurde er Kapitänleutnant und war dann ab 16. April 1918 einziger Kommandeur von UB 112. Ende August 1918 versenkte ein Torpedo von UB 112 das Dampfschiff Prunelle. Unter den Toten war auch der britische Seemann und Forschungsreisende Alfred Cheetham.
Nach dem Krieg wurde er in die Reichsmarine übernommen und hier am 1. April 1926 Korvettenkapitän. Als Fregattenkapitän (Beförderung am 1. Oktober 1931) war er im gleichen Jahr Chef des Stabes der Inspektion der Marineartillerie in Wilhelmshaven.
Im August/September 1939 war er Chef des Stabes des Küstenbefehlshabers östliche Ostsee und Festungskommandant von Pillau. Anschließend war er bis Dezember 1939 Chef des Stabes des Bevollmächtigten der Kriegsmarine Danzig und kam dann in gleicher Funktion in das Marinewaffenhauptamt im OKM. Von August bis Oktober 1940 war er als Kapitän zur See Chef des Oberwerftstabes Frankreich. Er kam wieder als Chef des Stabes des Marinewaffenhauptamtes in das OKM. Von der Aufstellung im September 1942 war er bis Kriegsende als Konteradmiral (Beförderung am 1. September 1942) auch Chef der Amtsgruppe FEP (Forschung, Erfindungs- und Patentwesen) im OKM.